# Olivier Guillon (Materialwissenschaftler)
Olivier Guillon (* 11. Dezember 1975 in Straßburg) ist ein französisch-deutscher Materialwissenschaftler und Ingenieur. Er ist Direktor des Institute of Energy Materials and Devices (IMD-2): Werkstoffsynthese und Herstellungsverfahren am Forschungszentrum Jülich und Professor an der RWTH Aachen.

## Leben und Karriere
Olivier Guillon studierte Materialwissenschaften an der École nationale supérieure des mines d’Alès und promovierte 2003 an der Université de Franche-Comté zum Thema Elektromechanische Charakterisierung und Modellierung von ferroelektrischen PZT-Keramiken. Parallel dazu studierte er Musik am Konservatorium von Besançon (Hauptfach Orgel).
Er lehnte eine Festanstellung an der INSA Lyon ab, zog 2004 nach Deutschland und arbeitete als Postdoktorand in der Gruppe von Jürgen Rödel an der Technischen Universität Darmstadt. Nach einem Forschungsaufenthalt an der University of Washington kehrte er 2007 nach Darmstadt zurück, um eine von der DFG geförderte Emmy-Noether-Gruppe zu leiten.
2011 wurde Guillon als Professor für Mechanik der funktionellen Materialien an der Friedrich-Schiller-Universität Jena berufen. Das an der Technischen Universität Darmstadt begonnene Habilitationsverfahren Constrained sintering of ceramic materials wurde im Januar 2012 abgeschlossen. Im Februar 2014 wurde er Direktor des Instituts für Energie- und Klimaforschung (jetzt Institute for Energy Materials and Devices) am Forschungszentrum Jülich, verbunden mit einem Ruf auf eine W3-Professur an der RWTH Aachen. Er war außerdem Gastprofessor am Tokyo Institute of Technology, an der University of Grenoble Alpes & CEA und an der National Taiwan University of Science and Technology.

## Forschungsschwerpunkt
Guillons Forschungsschwerpunkte sind keramische Werkstoffe und Komponenten für Energieanwendungen sowie keramische Herstellungsverfahren, insbesondere das Sintern. Zu seinen Interessen gehören Lithium- und Natrium-Festkörperbatterien, Festoxid-Brennstoff- und Elektrolysezellen, Gastrennmembranen und katalytische Membranreaktoren, Hochtemperaturkeramik und Schutzschichten für Gasturbinen. Er erforscht neue Sinterprozesse, insbesondere unter dem Einfluss von mechanischen Spannungen und elektrischen Feldern. Von 2016 bis 2023 koordinierte er das DFG-Schwerpunktprogramm Kontrollierte Manipulation von Materie durch elektrische und magnetische Felder: Etablierung neuer Synthese- und Herstellungsrouten für anorganische Materialien (SPP 1959).

## Mitgliedschaften
- Seit 2012: Gründer und Leiter des Expertenkreises Field Assisted Sintering Technique/Spark Plasma Sintering (FAST/SPS) im Gemeinschaftsausschuss Pulvermetallurgie[5]
- Seit 2016: Mitglied des deutschen Beirats Batterieforschung (Bundesministerium für Bildung und Forschung)[6]
- Seit 2019: Mitglied des Management Boards (Helmholtz Energy) und Ansprechpartner für das Forschungsprogramm Materialien und Technologien für die Energiewende[7]
- Seit 2019: Mitglied des Vorstands, Deutsche Keramische Gesellschaft eV[8]

## Auszeichnungen
- 2010: Masing-Gedächtnispreis (Deutsche Gesellschaft für Materialkunde)[9]
- 2011: Robert L. Coble Award for Young Scholars (The American Ceramic Society)[10]
- 2011: Materials Science and Technology Prize (Federation of European Materials Societies)[11]
- 2019: Mitglied des International Institute for the Science of Sintering[12]
- 2019: Mitglied der World Academy of Ceramics[13]
- 2021: Fellow of The European Ceramic Society[14]
- 2022: Fellow of The American Ceramic Society[15]

## Publikationen (Auswahl)

### Buch
- Advanced Ceramics for Energy Conversion and Storage. Elsevier, 2019. doi.org/10.1016/C2017-0-04078-8, ISBN 978-0-08-102726-4

### Beiträge in Fachschriften
- mit Jesus Gonzalez‐Julian, Benjamin Dargatz, Tobias Kessel, Gabi Schierning, Jan Räthel, Mathias Herrmann: Field-Assisted Sintering Technology/Spark Plasma Sintering:Mechanisms, Materials, and Technology Developments. In: Advanced Engineering Materials. Band 16, Nr. 7,Juli 2014.doi.org/10.1002/adem.201300409,S. 830–849.
- mit Chih-Long Tsai, Vladimir Roddatis, C Vinod Chandran, Qianli Ma, Sven Uhlenbruck, Martin Bram, Paul Heitjans: Li7La3Zr2O12 Interface Modification for Li Dendrite Prevention. In: ACS applied materials and interfaces. Band 8, Nr. 16, 27. April 2016.doi.org/10.1021/acsami.6b00831, S. 10617–10626.
- mit Wendelin Deibert, Mariya E Ivanova, Stefan Baumann, Wilhelm A Meulenberg: Ion-conducting ceramic membrane reactors for high-temperature applications.In: Journal of membrane science. Band 543,1. Dezember 2017.doi.org/10.1016/j.memsci.2017.08.016,S. 79–97.
- mit Christian Elsässer, Oliver Gutfleisch, Jürgen Janek, Sandra Korte-Kerzel, Dierk Raabe, Cynthia A Volkert: Manipulation of matter by electric and magnetic fields: Toward novel synthesis and processing routes of inorganic materials. In: Materials Today. Band 21, Nr. 5, Juni 2018. doi.org/10.1016/j.mattod.2018.03.026, S. 527–536.
- mit Apurv Dash, Robert Vaßen, Jesus Gonzalez-Julian: Molten salt shielded synthesis of oxidation prone materials in air .In: Nature materials. Band 18, Nr. 5,Mai 2019.doi.org/10.1038/s41563-019-0328-1, S. 465–470.
- mit Stephan Sarner, Andrea Schreiber, Norbert H Menzler: Recycling Strategies for Solid Oxide Cells.In: Advanced Engineering Materials. Band 12, Nr. 35, September 2022.doi.org/10.1002/aenm.202201805,S. 2201805.
- mit Wolfgang Rheinheimer, Martin Bram: A Perspective on Emerging and Future Sintering Technologies of Ceramic Materials. In: Advanced Engineering Materials. 17 March 2023.doi.org/10.1002/adem.202201870,S. 2201870.